# 帕韦乌·巴拉什凯维奇
帕韦乌·巴拉什凯维奇（波蘭語：Paweł Baraszkiewicz，1977年5月20日—），波兰男子皮划艇运动员。他曾代表波兰参加1996年、2000年、2004年和2008年夏季奥林匹克运动会皮划艇比赛，获得一枚银牌。